# Alicia Plaza
Alicia Plaza Tariffi, sinh ngày 30 tháng 4 năm 1957 tại Caracas, Venezuela, là một nữ diễn viên kỳ cựu, người Venezuela. Cô đã làm việc trong nhiều bộ phim truyền hình khác nhau và gần đây nhất cô đã tham gia vào nhiều sản phẩm khác nhau ở Miami, Florida.

## Đóng phim

### Phim
- 1982: Mosquita muerta
- 1984: Adiós Miami
- 1983: La casa de agua
- 1985: El atentado
- 1998: 100 aosos de perdón: Rita
- Atenea y Afrodita
- 2006: Chao Cristina (RCTV): Lucía

### Telenigsas
- 1979: Rosángela (Venevisión): Rosita
- 1982: ¿Qué pasó con Jacqueline? (RCTV)
- 1982: Jugando a vivir (RCTV): Eloísa Peña
- 1983: Bienvenida Esperanza (RCTV): Meliza Acuña
- 1985: La Gradación de un delincuente
- 1990: Pobre diabla (CANAL 13): Bárbara
- 1992: Por estas calles (RCTV)
- 1994: Alejandra (RCTV): Morella
- 1995: Ilisiones
- 1996: Los amores de Anita Peña (RCTV)
- 1998: Reina de corazones (RCTV): Đức hạnh
- 2000: Hay amores que matan (RCTV): Mónica de Montenegro
- 2001: La soberana (RCTV): Rosa Ozores
- 2002: Trant íntimos (RCTV): Beba Solís
- 2004: Negra consentida (RCTV): Herminia Meaño de Nascimiento
- 2006: Mi vida eres tú (Telemundo):
- 2007: Acorralada (Venevisión): Bruna Pérez
- 2007-2008: Pecados ajenos (Venevisión): Mónica Rojas
- 2009: Un esposeo para Estela (Venevisión): Priscila